# Lipno nad Vltavou
Lipno nad Vltavou település Csehországban, a Český Krumlov-i járásban. Lipno nad Vltavou Vyšší Brod, Frymburk, Loučovice és Přední Výtoň településekkel határos. Lakosainak száma 675 fő (2024. január 1.).

## Népesség
A település lakosságának változását az alábbi diagram mutatja:
| Lakosok száma | 543  | 549  | 532  | 498  | 488  | 679  | 663  | 653  | 634  | 675  |
|               | 1869 | 1900 | 1921 | 1961 | 1980 | 2011 | 2016 | 2019 | 2021 | 2024 |